# Bonnet Plume River
Bonnet Plume River är ett vattendrag i Kanada.   Det ligger i territoriet Yukon, i den nordvästra delen av landet, 4 100 km väster om huvudstaden Ottawa.
Omgivningarna runt Bonnet Plume River är i huvudsak ett öppet busklandskap. Trakten runt Bonnet Plume River är nära nog obefolkad, med mindre än två invånare per kvadratkilometer.